# Староселка (Чувашия)
Старосе́лка (чув. Староселка) — деревня в Цивильском районе Чувашской Республики. Входит в состав муниципального образования Опытное сельское поселение.

## География
Деревня расположена на левом берегу реки Малый Цивиль в 41 километре от Чебоксар, в 4 километрах от районного центра — города Цивильск, в 10 километрах от железнодорожной станции.

## История
В XIX веке деревня относилась к Цивильской волости Цивильского уезда. До 1861 года в деревне проживали крестьяне помещиков Литоминых, Рамсковых, Селивановых, Хрипуновых, Рылеевых, Лазаревых, Колбецких, Матюниных. Основой экономической деятельности крестьян было занятие земледелием, животноводством. В начале XX века в деревне работала водяная мукомольная мельница.
С 1927 года деревня относится к Цивильскому району. В 1930 году в деревне образован колхоз «Правда». В 1930-е годы  функционировала неполная средняя школа.

## Население
Население деревни равнялось:
| Год  | Крестьянских дворов | Мужчин | Женщин | Всего |
| ---- | ------------------- | ------ | ------ | ----- |
| 1746 |                     | 108    |        |       |
| 1770 |                     | 47     |        |       |
| 1795 | 21                  | 68     | 83     |       |
| 1858 |                     | 90     | 90     |       |
| 1897 |                     | 83     | 78     |       |
| 1926 | 36                  | 88     | 95     |       |
| 1939 |                     | 39     | 36     |       |
| 1979 |                     | 21     | 21     |       |
| 2002 | 74                  | 115    | 117    | 232   |

| 2010 | 2011 | 2012 | 2014 | 2016 |
| ---- | ---- | ---- | ---- | ---- |
| 246  | ↘236 | →236 | ↘211 | ↘192 |

По данным Всероссийской переписи населения 2002 года в деревне проживали 232 человека, преобладающая национальность — чуваши (80%).

## Инфраструктура
Функционирует ФГУП «Колос» (по состоянию на 2010 год). 

Улицы: А. Михайлова, Дорожная, Новосёлов, Овражная, Речная, Северная, Солнечная.

## Уроженцы
В деревне родился деятель чувашской музыкальной культуры, композитор, музыкальный педагог А. М. Михайлов.